# Senegàmbia
Senegàmbia (oficialment la Confederació de la Senegàmbia) fou una confederació formada pels estats africans del Senegal i Gàmbia.
Va existir des de l'1 de febrer de 1982 fins al 30 de setembre de 1989. L'acord per constituir la confederació es va signar el 12 de desembre de 1981. La federació estava destinada a fomentar la cooperació entre els dos països, però fou dissolta pel Senegal quan Gàmbia va rebutjar avançar cap a la unió dels dos estats.
El nom de la confederació fa referència als noms dels dos estats que la integraven, noms que a la vegada deriven dels rius Senegal i Gàmbia.
Senegàmbia va ser també el nom de la colònia britànica que incloïa les dues colònies (el Senegal i Gàmbia) entre el 25 de maig de 1765 i el 30 de gener de 1779, quan el Senegal va tornar a mans franceses.